# Вонівок (містечко, Вісконсин)
Вонівок (англ. Wonewoc) — місто (англ. town) в США, в окрузі Джуно штату Вісконсин. Населення — 677 осіб (2020).

## Демографія
Згідно з переписом 2010 року, у місті мешкало 687 осіб у 270 домогосподарствах у складі 194 родин. Було 309 помешкань
Расовий склад населення:
| - 98,1 % — білих - 0,4 % — чорних або афроамериканців |

До двох чи більше рас належало 0,7 %. Частка іспаномовних становила 1,3 % від усіх жителів.
За віковим діапазоном населення розподілялося таким чином: 23,4 % — особи молодші 18 років, 62,8 % — особи у віці 18—64 років, 13,8 % — особи у віці 65 років та старші. Медіана віку мешканця становила 44,6 року. На 100 осіб жіночої статі у місті припадало 114,7 чоловіків;  на 100 жінок у віці від 18 років та старших — 107,9 чоловіків також старших 18 років.
Середній дохід на одне домашнє господарство  становив 72 532 долари США (медіана — 52 344), а середній дохід на одну сім'ю — 88 270 доларів (медіана — 69 375). Медіана доходів становила 41 534 долари для чоловіків та 40 833 долари для жінок. За межею бідності перебувало 12,3 % осіб, у тому числі 23,3 % дітей у віці до 18 років та 12,6 % осіб у віці 65 років та старших.
Цивільне працевлаштоване населення становило 371 особа. Основні галузі зайнятості: виробництво — 18,6 %, сільське господарство, лісництво, риболовля — 18,6 %, освіта, охорона здоров'я та соціальна допомога — 17,8 %.